# Paula Soria Gutiérrez
Paula Soria Gutiérrez (* 31. Januar 1993 in Orihuela) ist eine spanische Beachvolleyballspielerin. Sie wurde mehrfache Meisterin ihres Heimatlandes im Sand sowie Universitäts-Weltmeisterin.

## Karriere
Soria wurde 2010 in Porto bei der U18-EM mit María del Carmen Martínez Ferrer sowie bei der U19-WM mit Ángela Lobato Herrero jeweils Fünfte. 2011 belegten Martínez/Soria bei der U19-WM in Umag Platz neun. Bei der U20-EM in Tel Aviv erreichten Lobato/Soria den 13. Platz. Mit Raquel Brun Forcadell wurde Soria 2012 bei der U20-EM in Hartberg Siebte und 2013 bei der U21-WM Vierte. Im selben Jahr erreichten Lobato/Soria bei der U22-EM in Warna das Finale, das sie gegen die Schweizerinnen Betschart/Vergé-Dépré verloren.
2014 spielten Lobato/Soria bei den Prag Open ihr erstes Turnier bei der FIVB World Tour. Danach wurden sie Vierte der Anapa Open und Fünfte bei der U23-WM in Mysłowice. Sie gewannen das CEV-Satellite-Turnier in Montpellier und ein nationales Turnier in Madrid. Am Jahresende spielten sie noch die Xiamen Open. Bei den ersten Turnieren der World Tour 2015 steigerten sie sich bis zum fünften Platz in Prag. Nach zwei schwächeren Auftritten beim Grand Slam in Moskau und beim Major in Poreč nahmen sie an den Europaspielen in Baku teil und wurden dort ebenfalls Fünfte. Bei der Europameisterschaft 2015 in Klagenfurt kamen sie als Gruppendritte in die erste K.-o.-Runde und mussten sich dort den Schweizerinnen Heidrich/Zumkehr geschlagen geben. Nach einem fünften Rang beim CEV-Masters in Biel/Bienne und einem nationalen Turniersieg in Fuengirola endete das Jahr mit zwei 25. Plätzen bei den Open-Turnieren in Sotschi und Xiamen. Auf der World Tour 2016 kamen Lobato/Soria nicht über hintere Platzierungen hinaus. Bei der EM in Biel/Bienne schieden sie als Gruppenletzte nach der Vorrunde aus. Im August gewannen sie noch zwei nationale Turniere in Tarragona und Fuengirola, bevor sich ihre Wege trennten.
2017 spielte Soria an der Seite der Olympiateilnehmerin Elsa Baquerizo Macmillan. Beim CEV-Masters in Alanya belegten die Spanierinnen Platz fünf. Baquerizo/Soria belegten bei der Europameisterschaft in Jūrmala Platz neun. Von 2018 bis 2021 war María Belén Carro Sorias Partnerin, mit der sie 2018 in München Universitäts-Vizeweltmeisterin wurde, die Goldmedaille bei den Mittelmeerspielen und bei den FIVB 1-Stern-Turnieren in Manila und Bangkok jeweils Platz zwei erreichte. Bei der Europameisterschaft 2019 in Moskau schieden Carro/Soria nach der Vorrunde aus. Bestes Ergebnis auf der FIVB World Tour 2019 war ein vierter Platz beim 3-Sterne-Turnier in Kuala Lumpur. In den folgenden beiden Jahren erreichte das Duo keine nennenswerten internationalen Resultate.
2022 entschieden sich Paula Soria Gutiérrez und Sofía González Racero für eine Zusammenarbeit. Die beiden gewannen das Future in Madrid und gelangten ins Halbfinale der Challenge Veranstaltung von Espinho. Beim Elite16 in Hamburg scheiterten sie in der zweiten Qualifikationsrunde. In ihrem ersten Spiel der Europameisterschaften in München besiegten sie die Litauerinnen Erika Kliokmanaitė / Monika Paulikienė, das Spiel um den Gruppensieg verloren sie gegen die zu diesem Zeitpunkt noch amtierenden Europameisterinnen Nina Brunner und Tanja Hüberli. Anschließend qualifizierten sich die beiden Spanierinnen durch einen Sieg über ihre Landsfrauen und ehemaligen Partnerinnen Ángela Lobato und María Belén Carro für das Achtelfinale, in dem sie den Schweizerinnen Menia Bentele / Anouk Vergé-Dépré unterlagen und so den geteilten neunten Rang in der Abschlusstabelle der EM belegten. Nach der Finalteilnahme bei den spanischen Meisterschaften in der gleichen Saison trennten sich die beiden.
2023 und 2024 stand Paula Soria mit Liliana auf der gleichen Seite des Netzes. Die beiden siegten bei den Futures in Madrid und Bujumbura und erreichten mehrere Male die Runde der besten acht Teams bei Challenger-Wettbewerben. Der größte Erfolg bis zu diesem Zeitpunkt gelang ihnen beim gleichwertigen Turnier in Stare Jabłonki, als sie die Bronzemedaille gewannen. Mit diesem Erfolg überholten sie im vorläufigen Olympiaranking Pavan/McBain und sicherten sich einen Startplatz für die Spiele in Paris. Dort wurden sie Gruppenzweite, verloren jedoch in der ersten Hauptrunde gegen die Bronzemedaillengewinnerinnen Hüberli/Brunner und belegten so den geteilten neunten Rang.
2025 spielt Paula Soria erneut mit María Belén Carro.